# Walter Faust
Walter Georg Faust (* 27. August 1931 in Urberach; † 26. Mai 2023 in Rodgau) war ein deutscher Kommunalpolitiker (CDU).

## Leben und Wirken
Walter Faust arbeitete 25 Jahre lang bei T&N, dem damals größten Arbeitgeber seiner Heimatgemeinde Urberach. Seine Laufbahn begann mit einer Mechanikerlehre und setzte sich bis zum Entwicklungsingenieur fort. Während dieser Tätigkeit wurden ihm acht Patente im Maschinenbau erteilt.
1970 wurde Faust als Nachfolger von Adam Spamer zum Bürgermeister der Gemeinde Urberach gewählt. Dieses Amt bekleidete er bis 1976. Nach der Gebietsreform in Hessen war er ab 1977 zunächst Beigeordneter der neuen Gemeinde Rödermark und ab 1980 Erster Stadtrat. Zwei Jahre später wurde er Bürgermeister, nachdem der bisherige Amtsinhaber Karl Martin Rebel 1982 zum Landrat gewählt worden war. Zwölf Jahre lang, bis 1994, stand Walter Faust an der Spitze der Stadtverwaltung.
Nach seinem Ruhestand 1994 engagierte er sich verstärkt ehrenamtlich in der Politik im Landkreis Offenbach. Von 1993 bis 2006 war er Vorsitzender des Kreistags. Walter Faust starb in Rodgau im Alter von 91 Jahren.

## Ehrungen
- 2004: Verdienstkreuz 1. Klasse der Bundesrepublik Deutschland
- Ehrenbürgermeister von Rödermark
- Ehrenkreistagsvorsitzender im Kreis Offenbach